# Quintus Camurius Numisius Iunior
Quintus Camurius Numisius Iunior war ein im 2. Jahrhundert n. Chr. lebender römischer Politiker. In den Militärdiplomen wird sein Name als Quintus Numisius Iunior angegeben.
Durch Militärdiplome, die z. T. auf den 8. Februar 161 datiert sind sowie durch eine Inschrift, die auf den 26. April 161 datiert ist, ist belegt, dass Numisius Iunior 161 zusammen mit Marcus Annius Libo Suffektkonsul war; die beiden Konsuln traten ihr Amt vermutlich am 1. Februar des Jahres an.
In einer weiteren Inschrift ist ein Quintus Camurius Numisius Iunior aufgeführt, der als Tribun in der Legio VIIII Hispana diente; dabei handelt es sich entweder um den Konsul selbst oder seinen Vater.